# Flooded McDonald's
Flooded McDonald's er en dansk eksperimentalfilm fra 2009, der er instrueret af Tuan Andrew Nguyen efter manuskript af Casper Øbro. Det var Kunstnergruppen Superflex, der stod bag filmen. kaldte selv deres film for en symbolfilm - et åbent værk, der overlader meget til publikums egen fortolkning.

## Handling
En McDonalds-restaurant uden kunder og personale bliver gradvist oversvømmet med vand. Efterhånden som vandet stiger, begynder madvarer og møbler at flyde rundt, lys og installationer kortsluttes, og mørket sænker sig, mens kameraer registrerer over og under vandet.